# Stortorvet
Stortorvet – plac w Oslo, położony w dzielnicy Sentrum. 

## Obiekty przy placu
- Katedra z 1697, barokowa, wzniesiona z czerwonej cegły, siedziba diecezji Oslo,
- zajazd Stortorvet z XVII wieku, barokowy, dwukondygnacyjny, obłożony pomarańczowym tynkiem[1],
- pomnik Chrystiana IV Oldenburga, wykonany przez Carla Ludviga Jacobsena[2].

## Galeria

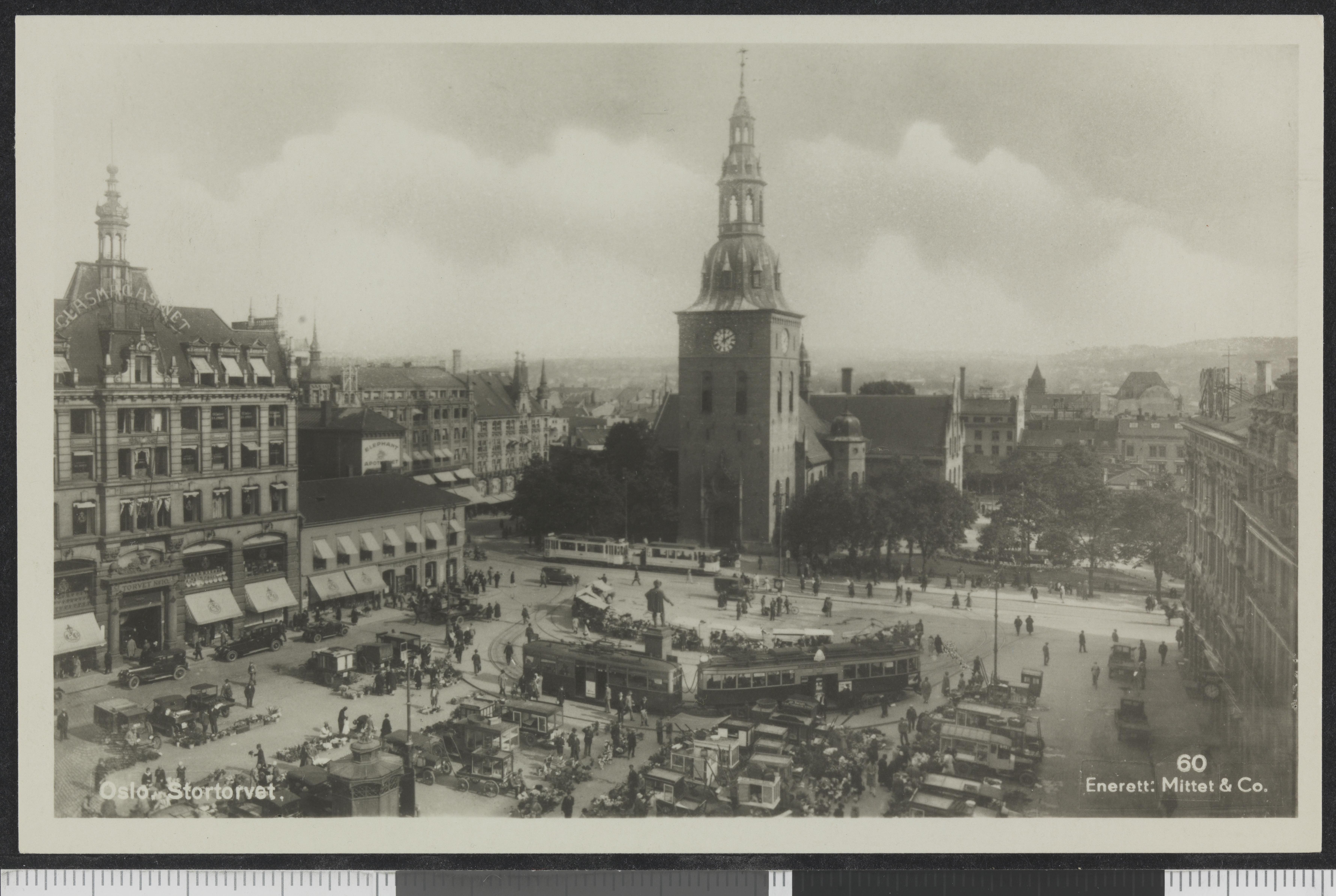
Historyczne zdjęcie placu
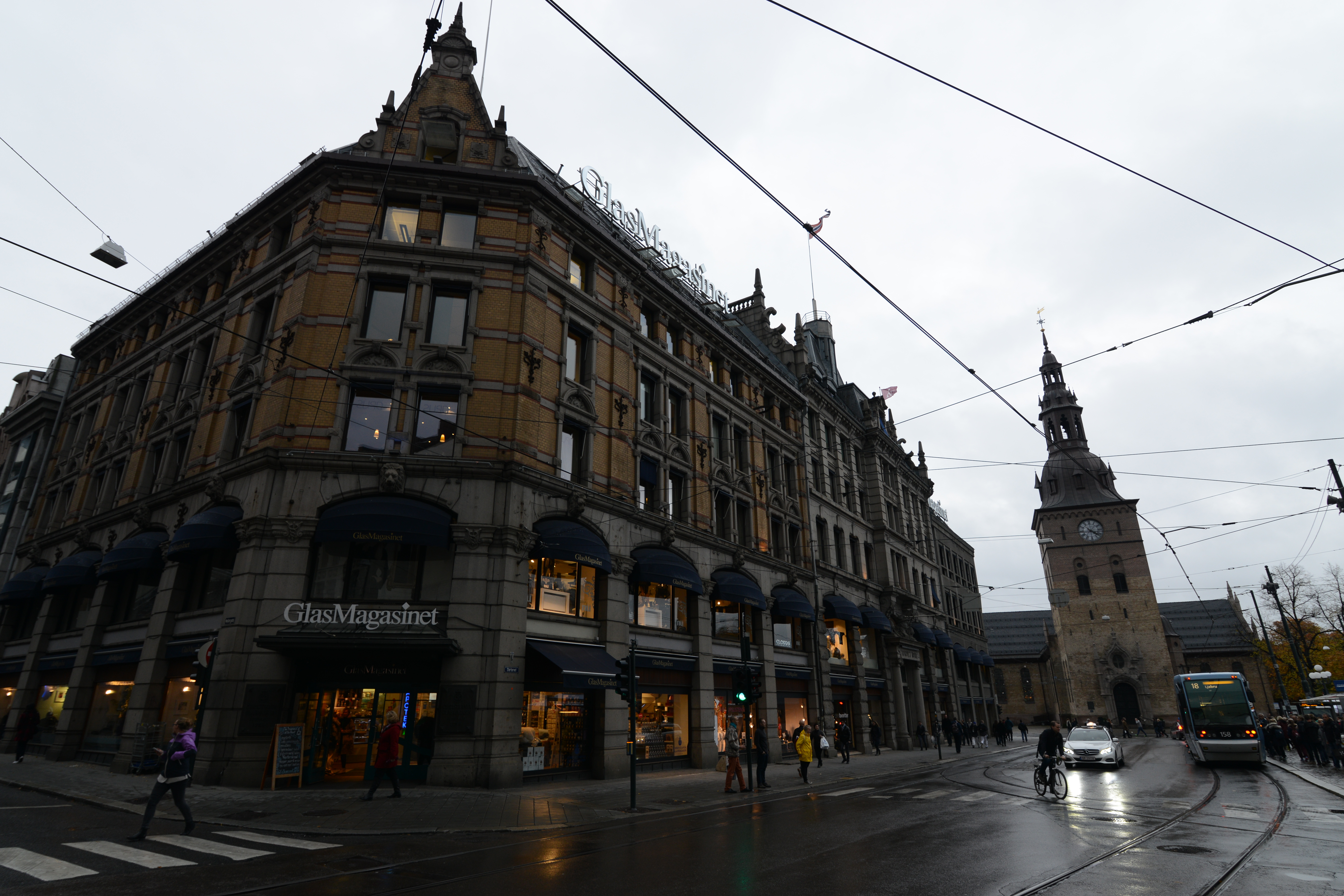
Północna elewacja placu, w tle katedra
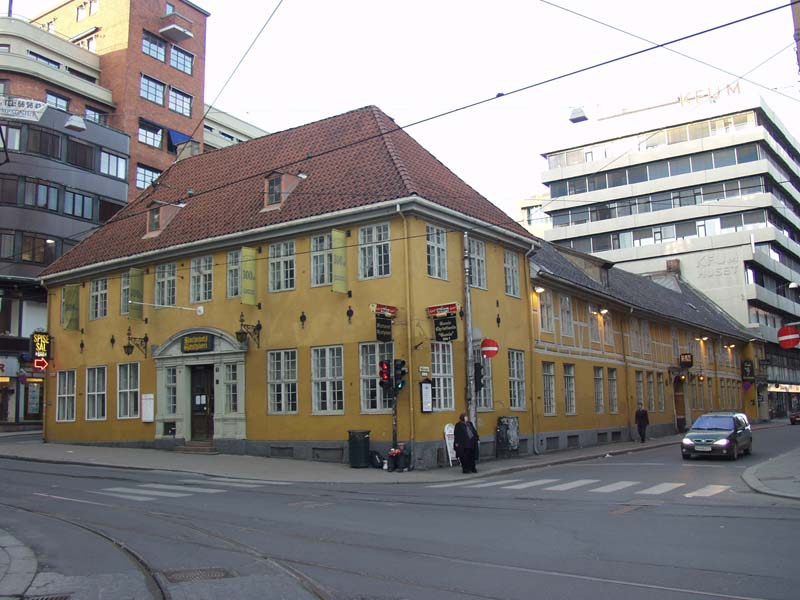
Zajazd Stortorvets znajdujący się w narożniku placu
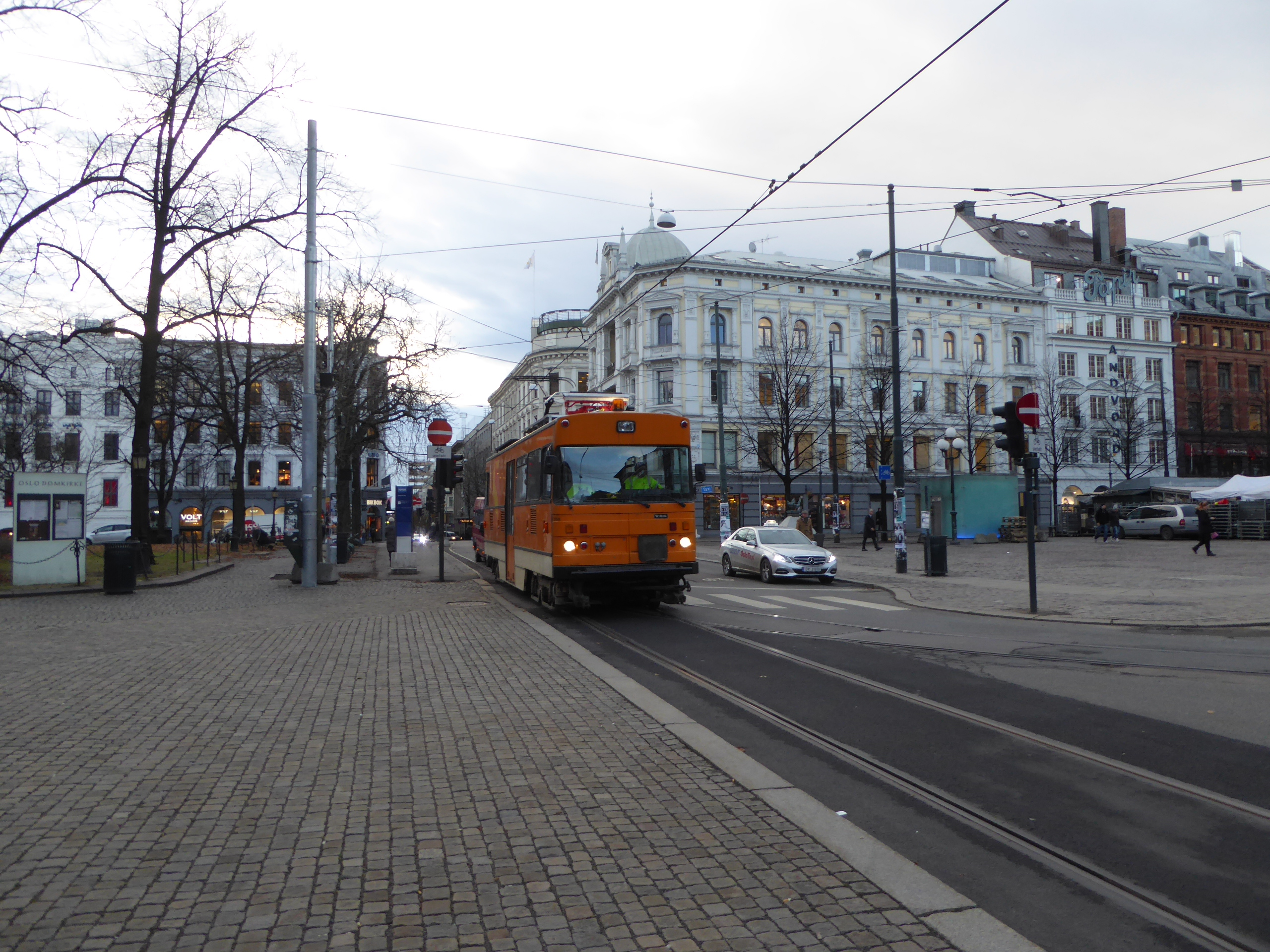
Tramwaj na Stortorvet